# بتا-گالاکتوزیداز
بتا-گالاکتوزیداز (انگلیسی: Beta-galactosidase) خانواده‌ای از آنزیم‌های گلیکوزید هیدرولاز است که واکنش هیدرولیز قند بتاگالتوزید به منوساکارید را از طریق شکستن پیوند گلیکوزیدی کاتالیز می‌کند. قندهای بتاگالتوزید شامل کروبوهیدارات‌هایی است که قند گالاکتوز دارند. سوبسترای بتا-گالاکتوزیدازها شامل گانگلیوزید GM1، لاکتوزیدسرامیدها، لاکتوز و انواع گلیکوپروتئین است.
بتا-گالاکتوزیدازها نوعی اگزوگلیکوزیداز هستند که پیوندهای گلیکوزیدی میان گالاکتوز و گروه عاملی آلی را هیدرولیز می‌کنند. این آنزیم می‌تواند فوکوزیدها و آرابینوز راهم تجزیه کند، اما میل چسبندگی کمتری به این قندها دارد. بتا-گالاکتوزیداز یکی از آنزیم‌های ضروری بدن انسان است و فقدان آن سبب گالاکتوسیالیدوز یا سندرم مورکیو می‌گردد. در مجموع، این آنزیم نقش مهمی در بدن موجدات زنده ایفا می‌کند، چرا که از طریق تجزیهٔ لاکتوز به گالاکتوز و گلوکز، نقش حیاتی در تولید انرژی و تأمین کربن دارد. این آنزیم برای کسانی که مبتلا به بیماری عدم تحمل لاکتوز هستند، حائز اهمیت است، چرا که توسط آن می‌توان شیر و محصولات لبنی عاری از لاکتوز تهیه کرد.
توالیِ دقیقِ ۱٬۰۲۳ اسید آمینه‌ای بتا-گالاکتوزیدازِ اشریشیا کلی در سال ۱۹۸۳ شناسایی و ساختار آن بیست و چهار سال بعد در ۱۹۹۴ مشخص گردید. وزن مولکولی این آنزیم ۴۶۴ کیلو دالتون است و تقارن ۲٬۲،۲-نقطه‌ای دارد. جایگاه فعال این آنزیم در دومِـین سوم آن است.

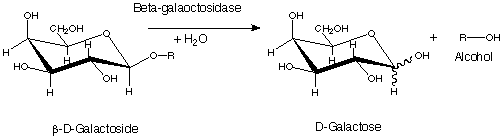
واکنش بتا-گالاکتوزیداز